# Castanheira (Guarda)
Castanheira ist eine Gemeinde (Freguesia) im portugiesischen Kreis Guarda. In ihr leben 298 Einwohner (Stand 19. April 2021).